# Зеренське сільське поселення
Зере́нське сільське поселення (рос. Зеренское сельское поселение) — сільське поселення у складі Газімуро-Заводського району Забайкальського краю Росії.
Адміністративний центр — село Зерен.

## Населення
Населення сільського поселення становить 228 осіб (2019; 229 у 2010, 251 у 2002).

## Склад
До складу сільського поселення входять:
| Населений пункт | Населення, осіб (2002) | Населення, осіб (2010) |
| --------------- | ---------------------- | ---------------------- |
| Зерен, село     | 249                    | 227                    |
| Хайкан, село    | 2                      | 2                      |